# Црква Светог Ђорђа у Књажевцу
Црква Светог Ђорђа у Књажевцу припада Епархији тимочкој Српске православне цркве. Сазидана је 1833. године и представља непокретно културно добро као споменик културе од 1982. године.

## Положај и изглед цркве
Натпис изнад улаза сведочи о томе да је црква Светог Ђорђа у Књажевцу саграђена 1883. године. Црква је једна издужена, триконхална грађевина чији је барокизирани звоник са сатом подигнут 1866. године. Изграђена је од камена узетог са средњовековне цркве села Кожеља. За потребе изградње коришћени су и делови старих надгробних споменика са кожељског гробља.
Иконостас цркве насликао је Георгије Бакаловић из Сремских Карловаца. Међитим, за време српско-турског рата Књажевац је био спаљен, па самим тим и црква уништена. Том приликом је иконостас изгорео, звона су поломљена, а сат однесен. Црква је обновљена 1878. године и том приликом нови иконостас је израдио академски сликар Никола Маринковић, такође из Сремских Карловаца.
Године 1894. подигнута је парохијска зграда. Поред цркве сахрањен је војвода заглавски Тодор Ђорђевић.
У ризници цркве чува се Јеванђеље из 1805. године. Јеванђеље је поклон кнеза Милоша. Чувају се још и сребрни крст из 1866. године и две иконе Исуса Христа и Светог Николе, као и остаци старог иконостаса из 1835. године.
На улазним вратима налази се спомен плоча посвећена страдалим учесницима Тимочке буне. Спомен плочу су уградили чланови Удружења Тимочана и Крајинаца поводом стогодишњице ослобођења од Турака.